# Lannoy-Cuillère
Lannoy-Cuillère és un municipi francès, situat al departament de l'Oise i a la regió dels Alts de França. L'any 2007 tenia 217 habitants.

## Demografia

### Població
El 2007 la població de fet de Lannoy-Cuillère era de 217 persones. Hi havia 88 famílies de les quals 20 eren unipersonals (20 homes vivint sols), 36 parelles sense fills i 32 parelles amb fills.
La població ha evolucionat segons el següent gràfic:
Habitants censats

### Habitatges
El 2007 hi havia 124 habitatges, 88 eren l'habitatge principal de la família, 27 eren segones residències i 9 estaven desocupats. 120 eren cases i 2 eren apartaments. Dels 88 habitatges principals, 72 estaven ocupats pels seus propietaris, 12 estaven llogats i ocupats pels llogaters i 4 estaven cedits a títol gratuït; 1 tenia una cambra, 3 en tenien dues, 10 en tenien tres, 32 en tenien quatre i 42 en tenien cinc o més. 63 habitatges disposaven pel capbaix d'una plaça de pàrquing. A 41 habitatges hi havia un automòbil i a 38 n'hi havia dos o més.

### Piràmide de població
La piràmide de població per edats i sexe el 2009 era:
| Homes | Edats   | Dones |
| ----- | ------- | ----- |
| 0     | 95 o +  | 0     |
| 0     | 90 a 94 | 0     |
| 4     | 85 a 89 | 0     |
| 0     | 80 a 84 | 4     |
| 8     | 75 a 79 | 0     |
| 8     | 70 a 74 | 16    |
| 8     | 65 a 69 | 0     |
| 12    | 60 a 64 | 8     |
| 0     | 55 a 59 | 4     |
| 20    | 50 a 54 | 4     |
| 4     | 45 a 49 | 8     |
| 12    | 40 a 44 | 20    |
| 0     | 35 a 39 | 4     |
| 0     | 30 a 34 | 0     |
| 0     | 25 a 29 | 0     |
| 16    | 20 a 24 | 0     |
| 8     | 15 a 19 | 12    |
| 12    | 10 a 14 | 16    |
| 4     | 5 a 9   | 0     |
| 0     | 0 a 4   | 0     |

## Economia
El 2007 la població en edat de treballar era de 139 persones, 103 eren actives i 36 eren inactives. De les 103 persones actives 95 estaven ocupades (52 homes i 43 dones) i 8 estaven aturades (3 homes i 5 dones). De les 36 persones inactives 16 estaven jubilades, 8 estaven estudiant i 12 estaven classificades com a «altres inactius».

### Ingressos
El 2009 a Lannoy-Cuillère hi havia 91 unitats fiscals que integraven 228 persones, la mediana anual d'ingressos fiscals per persona era de 17.391 €.

### Activitats econòmiques
Dels 6 establiments que hi havia el 2007, 1 era d'una empresa extractiva, 1 d'una empresa alimentària, 1 d'una empresa de construcció, 2 d'empreses de comerç i reparació d'automòbils i 1 d'una empresa de serveis.
L'únic servei als particulars que hi havia el 2009 era una empresa de construcció.
L'any 2000 a Lannoy-Cuillère hi havia 15 explotacions agrícoles.

## Equipaments sanitaris i escolars
El 2009 hi havia una escola maternal integrada dins d'un grup escolar amb les comunes properes formant una escola dispersa.

## Poblacions més properes
El següent diagrama mostra les poblacions més properes.